# Zuidoost-Aziatisch kampioenschap voetbal onder 19 - 2012
De AFF voetbalkampioenschap voetbal onder 19 - 2012  werd gehouden van 3 september 2012 tot en met 8 september 2012 in Vietnam.  Het toernooi werd voor de 1e keer gewonnen door Iran. Het toernooi diende als voorbereidingstoernooi voor de AFC onder 19 kampioenschap voetbal 2012

## Toernooi

### Groepsfase
| Team        | Pld | W | D | L | GF | GA | GD | Pts |
| ----------- | --- | - | - | - | -- | -- | -- | --- |
| Iran        | 3   | 3 | 0 | 0 | 8  | 3  | +5 | 9   |
| Oezbekistan | 3   | 2 | 0 | 1 | 7  | 3  | +4 | 6   |
| Australië   | 3   | 1 | 0 | 2 | 6  | 6  | 0  | 3   |
| Vietnam     | 3   | 0 | 0 | 3 | 1  | 10 | −9 | 0   |

|                        |             |         |                             |                                                                               |
| 2 september 2012 16:00 | Australië   | 1 – 2   | Oezbekistan                 | Thống Nhất Stadium, Hồ Chí Minh City Scheidsrechter: Muhammad Taqi Al-Jaafari |
| 2 september 2012 16:00 | Antonis 36' | Verslag | Yusupov 77' Abdumuminov 90' | Thống Nhất Stadium, Hồ Chí Minh City Scheidsrechter: Muhammad Taqi Al-Jaafari |

|                        |                      |         |                     |                                                                                   |
| 2 september 2012 18:30 | Iran                 | 2 – 1   | Vietnam             | Thống Nhất Stadium, Hồ Chí Minh City Scheidsrechter: Mohd Amirul Izwan Bin Yaacob |
| 2 september 2012 18:30 | Azmoun 1' Barzay 33' | Verslag | Phan Dinh Thang 44' | Thống Nhất Stadium, Hồ Chí Minh City Scheidsrechter: Mohd Amirul Izwan Bin Yaacob |

|                        |             |         |                    |                                                                      |
| 4 september 2012 16:00 | Oezbekistan | 1 – 2   | Iran               | Thống Nhất Stadium, Hồ Chí Minh City Scheidsrechter: Chanketya Thong |
| 4 september 2012 16:00 | Sergeev 71' | Verslag | Azmoun 29' Cheshmi | Thống Nhất Stadium, Hồ Chí Minh City Scheidsrechter: Chanketya Thong |

|                        |         |         |                                                                      |                                                              |
| 4 september 2012 18:30 | Vietnam | 0 – 4   | Australië                                                            | Thống Nhất Stadium, Hồ Chí Minh City Scheidsrechter: Min Hla |
| 4 september 2012 18:30 |         | Verslag | Edwards 31' Barker-Daish 53' Makarounas 57' Dao Duy Khanh 84' (e.d.) | Thống Nhất Stadium, Hồ Chí Minh City Scheidsrechter: Min Hla |

|                        |           |        |                                             |                                                                                   |
| 6 september 2012 16:00 | Australië | 1 – 4  | Iran                                        | Thống Nhất Stadium, Hồ Chí Minh City Scheidsrechter: Mohd Amirul Izwan Bin Yaacob |
| 6 september 2012 16:00 | Geria 39' | Report | Jahanbakhsh 51', 63' (pen.) Azmoun 52', 85' | Thống Nhất Stadium, Hồ Chí Minh City Scheidsrechter: Mohd Amirul Izwan Bin Yaacob |

|                        |                                                            |         |         |                                                                               |
| 6 september 2012 18:30 | Oezbekistan                                                | 4 – 0   | Vietnam | Thống Nhất Stadium, Hồ Chí Minh City Scheidsrechter: Muhammad Taqi Al-Jaafari |
| 6 september 2012 18:30 | Maksimillan 45' Pham Hoang Lam 79' (e.d.) Yusupov Abbosbek | Verslag |         | Thống Nhất Stadium, Hồ Chí Minh City Scheidsrechter: Muhammad Taqi Al-Jaafari |

## Kleine finale
|                        |                                        |         |         |                                                                      |
| 8 september 2012 16:00 | Australië                              | 4 – 0   | Vietnam | Thống Nhất Stadium, Hồ Chí Minh City Scheidsrechter: Chanketya Thong |
| 8 september 2012 16:00 | Geria 12' Woodcock ?', 73' Taggart 66' | Verslag |         | Thống Nhất Stadium, Hồ Chí Minh City Scheidsrechter: Chanketya Thong |

## Finale
|                        |                     |         |             |                                                                               |
| 8 september 2012 18:30 | Iran                | 2 – 1   | Oezbekistan | Thống Nhất Stadium, Hồ Chí Minh City Scheidsrechter: Muhammad Taqi Al-Jaafari |
| 8 september 2012 18:30 | Jahanbakhsh 1', 23' | Verslag | Sergeev 19' | Thống Nhất Stadium, Hồ Chí Minh City Scheidsrechter: Muhammad Taqi Al-Jaafari |